# Skafttjärnen (Tännäs socken, Härjedalen, 692790-132761)
Skafttjärnen är en sjö i Härjedalens kommun i Härjedalen och ingår i Ljusnans huvudavrinningsområde. Sjön har en area på 0,108 kvadratkilometer och ligger 873,2 meter över havet.

## Delavrinningsområde
Skafttjärnen ingår i det delavrinningsområde (692788-132690) som SMHI kallar för Mynnar i Mysklan. Medelhöjden är 913 meter över havet och ytan är 16,27 kvadratkilometer. Det finns inga avrinningsområden uppströms utan avrinningsområdet är högsta punkten. Vattendraget som avvattnar avrinningsområdet har biflödesordning 3, vilket innebär att vattnet flödar genom totalt 3 vattendrag innan det når havet efter 402 kilometer. Avrinningsområdet består mestadels av skog (37 procent) och kalfjäll (56 procent). Avrinningsområdet har 0,35 kvadratkilometer vattenytor vilket ger det en sjöprocent på 2,1 procent.